# روبرت تي هوانغ
روبرت تي هوانغ (بالإنجليزية: Robert T. Huang) هو شخصية أعمال أمريكي، ولد في 1945 في تايوان.

## وصلات خارجية
- روبرت تي هوانغ على موقع إن إن دي بي (الإنجليزية)